# Urocitellus richardsonii
Urocitellus richardsonii är en däggdjursart som först beskrevs av Joseph Sabine 1822. Den ingår i släktet Urocitellus och familjen ekorrar. IUCN kategoriserar arten globalt som livskraftig. Inga underarter finns listade i Catalogue of Life.

## Utseende
Hanarna är med en total kroppslängd (inklusive svans) av 28 till 34 cm större än honorna. Honorna blir med svans 26 till 31 cm långa. Svansen är 5,5 till 9 cm lång. Före vinterdvalan har hanarna en vikt mellan 440 och 745 g, honorna mellan 330 och 590 g. Efter vinterdvalan väger de 290 till 500 g (hanar) respektive 120 till 290 g (honor). Pälsen har på ryggens topp en brun färg som blir ljusare fram till kroppssidorna. På undersidan är pälsen vitaktig. Ofta finns gula skuggor på pälsen.

## Utbredning och habitat
Denna sisel förekommer i centrala Nordamerika norr om de Stora slätterna och öster om Klippiga bergen. Utbredningsområdet sträcker sig från Alberta och Manitoba i Kanada till Wyoming och södra Minnesota i USA. Habitatet utgörs av gräsmarker och jordbruksmark.

## Ekologi
Urocitellus richardsonii gräver komplexa tunnelsystem med flera ingångar och kamrar. Gångsystemet är mellan 3,5 och 15 meter långt, och boets djupaste delar ligger mellan 0,75 och 2 meter under markytan. Kamrarna fodras med gräs och andra växtdelar. Vanligen förekommer flera bon nära varandra i vad som kan uppfattas som en koloni. Individerna äter olika växtdelar. Under våren föredrar de örter, under senare sommaren och hösten äts främst frön och frukter. Mera sällan ingår insekter i födan. Liksom andra sislar skapar arten ett matförråd för vintern. Den går i ide mellan augusti och oktober och blir åter aktiv i mars eller april.
Vanligen parar sig honorna 3 till 5 dagar efter vinterdvalan. Flera hanar strider med varandra om rätten att para sig och ofta parar sig en hona med flera hanar. Dräktigheten varar 22 eller 23 dagar och sedan föds 3 till 11 ungar, oftast 6 till 8. Honan ger di åt ungarna i 4 till 6 veckor. Ungarna lämnar boet efter en månad. De blir könsmogna vid slutet av första levnadsåret. Livslängden går upp till 6 år för honor men de flesta lever bara 2 till 4 år. Hanar blir sällan äldre än 2 år.

## Urocitellus richardsoniioch människor
Arten är ett betydande skadedjur på odlade växter i sitt utbredningsområde. Loppor som lever som parasiter i artens päls kan överföra pest. Fästingar som hemsöker siseln kan överföra Rocky Mountain spotted fever.
I Nordamerika förekommer det att man håller denna sisel som sällskapsdjur.

## Taxonomi
Arten har tidigare förts till släktet sislar (Spermophilus), men efter DNA-studier som visat att arterna i detta släkte var parafyletiska med avseende på präriehundar, släktet Ammospermophilus och murmeldjur, har det delats upp i flera släkten, bland annat Urocitellus.

## Bildgalleri

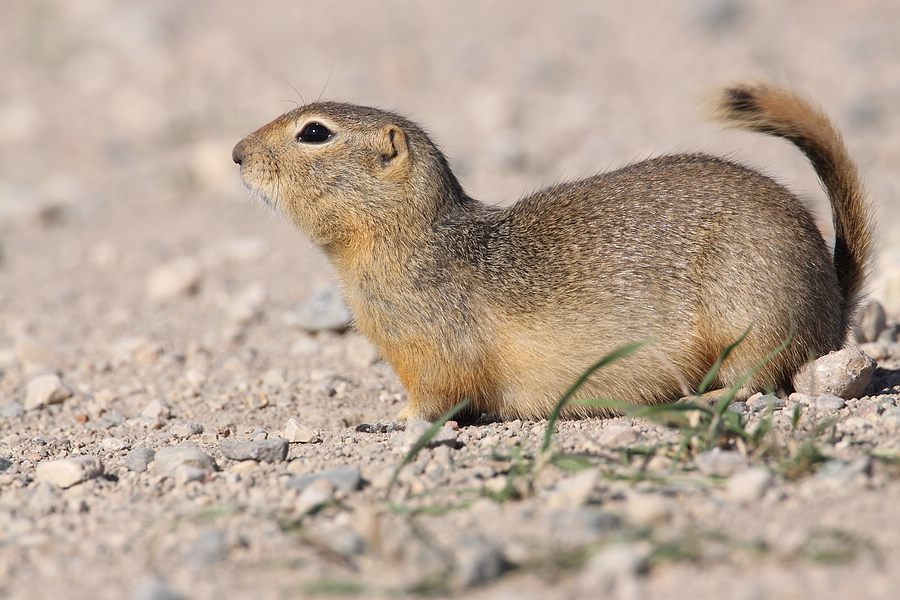
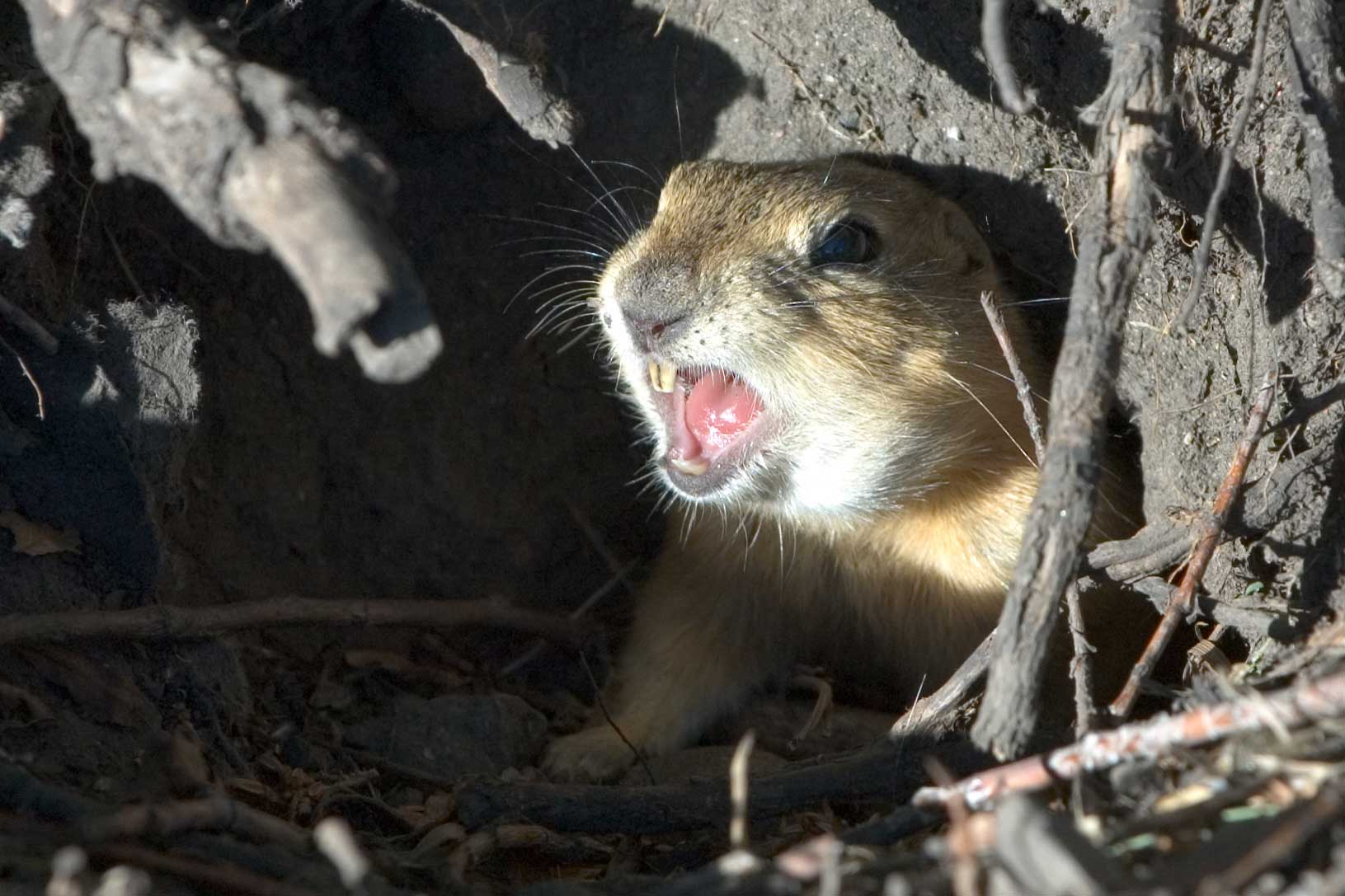
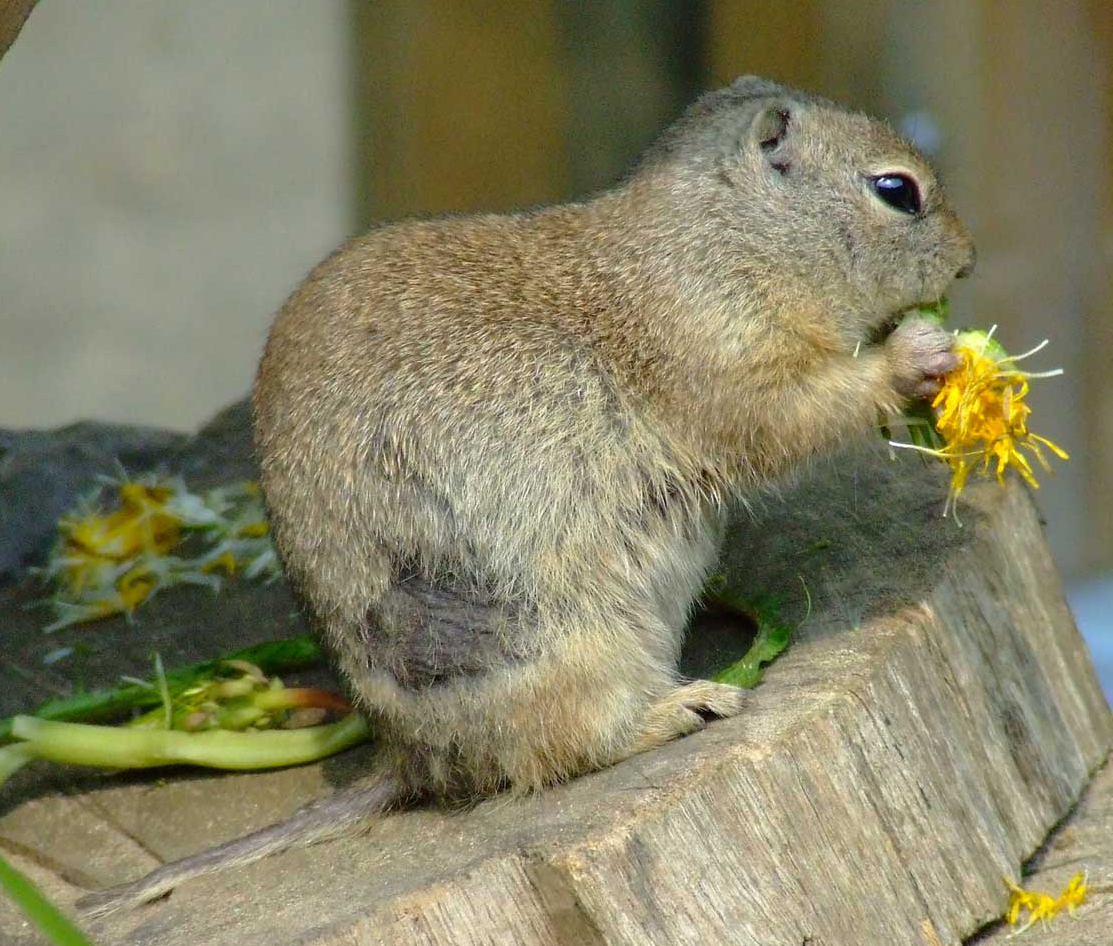
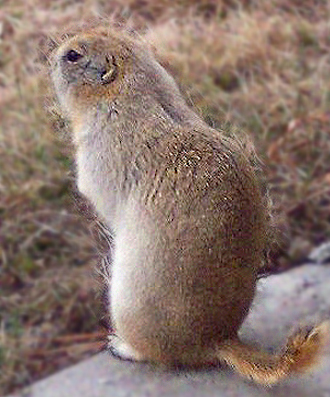